# 广宁站
广宁站，位于中华人民共和国广东省肇庆市广宁县南街镇，是贵广高速铁路上的高铁站，于2014年12月26日开通启用，由广州铁路集团管辖。

## 车站结构
本站为高架二层侧式车站，规模为2台4线。

### 车站楼层
| 地上二层 | 侧式站台 | 侧式站台                            | 侧式站台 | 侧式站台 |
|          | 上行站台 | 贵广高铁 广州南方向（下站：肇庆东） |          |          |
|          |          | 贵广高铁 广州南方向越行线           |          |          |
|          |          | 贵广高铁 贵阳北方向越行线           |          |          |
|          | 下行站台 | 贵广高铁 贵阳北方向（下站：怀集）   |          |          |
|          | 侧式站台 |                                     |          |          |
| 地面     | 站厅     | 售票处、进站口、候车区、出站口      |          |          |

## 車站周邊
- 首约小学
- 宝锭山风景区
- 广宁广海大酒店
- 崇道郑公祠
- 广宁县南街镇城南学校

## 歷史
- 2014年12月26日开通启用。

## 外部連結
- 中国铁路客户服务中心 （页面存档备份，存于）